# 928年
| 千纪： | 1千纪 |
| 世纪： | 9世纪 \| 10世纪 \| 11世纪 |
| 年代： | 890年代 \| 900年代 \| 910年代 \| 920年代 \| 930年代 \| 940年代 \| 950年代 |
| 年份： | 923年 \| 924年 \| 925年 \| 926年 \| 927年 \| 928年 \| 929年 \| 930年 \| 931年 \| 932年 \| 933年 |
| 纪年： | 戊子年（鼠年）；南吴乾貞二年；吴越宝正三年；于阗同慶十七年；契丹天显三年；南汉白龙四年，大有元年；后唐（闽、马楚）天成三年；荆南天成三年，乾貞二年；东丹国甘露三年；大長和天應二年；大天興尊圣元年；日本延長六年；后百济正开二十八年；高丽天授十一年 |

## 大事记
- 馬楚興水軍侵封州，南漢高祖劉龑命蘇章往救，全殲馬楚軍。
- 耶律德光升东丹的东平郡为契丹国南京（今辽宁省辽阳市北），强行自天福城（上京龙泉府）徙东丹人民充实东平郡，天福城遂衰落。
- 大長和國東川節度使楊干貞殺死大長和皇帝鄭隆亶，拥立清平侍中趙善政為大天興骠信（国君）。
- 亨利一世征服斯拉夫人擁有的布蘭登堡。

## 逝世
- 瞎子路易，普羅旺斯國王及義大利國王。
- 鄭隆亶，大長和末代皇帝。